# Notela jaliscana
Notela jaliscana är en fjärilsart som beskrevs av William Schaus 1901. Notela jaliscana ingår i släktet Notela och familjen tandspinnare. Inga underarter finns listade i Catalogue of Life.